# 23944 Dusser
23944 Dusser è un asteroide della fascia principale. Scoperto nel 1998, presenta un'orbita caratterizzata da un semiasse maggiore pari a 2,6199451 UA e da un'eccentricità di 0,1381862, inclinata di 13,28159° rispetto all'eclittica.